# Züleyxa Seyidməmmədova
Züleyxa Seyidməmmədova (en russe : Зулейха Габиб гызы Сеидмамедова, Zouleïkha Gabib guyzy Seïdmamedova) (Seyidməmmədova Züleyxa Həbib qızı), née le 22 mars 1919 à Bakou et décédée en 1999 à Bakou (Azerbaïdjan), est une aviatrice soviétique et azérie.

## Biographie
Züleyxa Seyidməmmədova était pilote de chasse au sein du 586 IAP / Groupe d'Aviation n°122.
Züleyxa Seyidməmmədova est née en 1919 à Bakou en Azerbaïdjan, elle passa son brevet de pilote en 1935 à l'aéroclub de Bakou puis intégra l'académie aérienne militaire de Joukovski, près de Moscou.

## Distinctions
- Ordre de Lénine
- Deux fois l'ordre du Drapeau rouge du Travail
- Ordre de la Guerre patriotique
- Ordre de l'Étoile rouge
- Deux fois l'ordre de l'Insigne d'Honneur